# Paranyctimene tenax
Paranyctimene tenax is een vleermuis uit het geslacht Paranyctimene die voorkomt op Nieuw-Guinea en Waigeo. Het is een nauwe verwant van de kleine buisneusvleerhond (P. raptor); pas in 2001 werd hij als een aparte soort herkend. Slechts acht exemplaren zijn met zekerheid als P. tenax geïdentificeerd. Veel van de gepubliceerde informatie over P. raptor heeft waarschijnlijk betrekking op P. raptor.
P. tenax is groter dan de kleine buisneusvleerhond en verschilt in een aantal kenmerken van de schedel en het gebit van die soort. Het verschil in grootte is het duidelijkst bij de voorarmlengte (51,0-54,9 mm bij P. tenax tegen 47-50,5 mm bij P. raptor) en de schedellengte (25,4-27,2 tegen 23,3-24,0 mm).
Er zijn twee ondersoorten:
- Paranyctimene tenax marculus (Bergmans, 2001) (Indonesië)
- Paranyctimene tenax tenax (Bergmans, 2001) (Papoea-Nieuw-Guinea)